# Caló des Serral
Caló des Serral ist eine kleine Bucht mit einem Sandstrand an der Ostküste der spanischen Baleareninsel Mallorca. Sie befindet sich im Südosten der Gemeinde Manacor zwischen den Orten Cales de Mallorca und S’Estany d’en Mas.

## Lage und Beschreibung

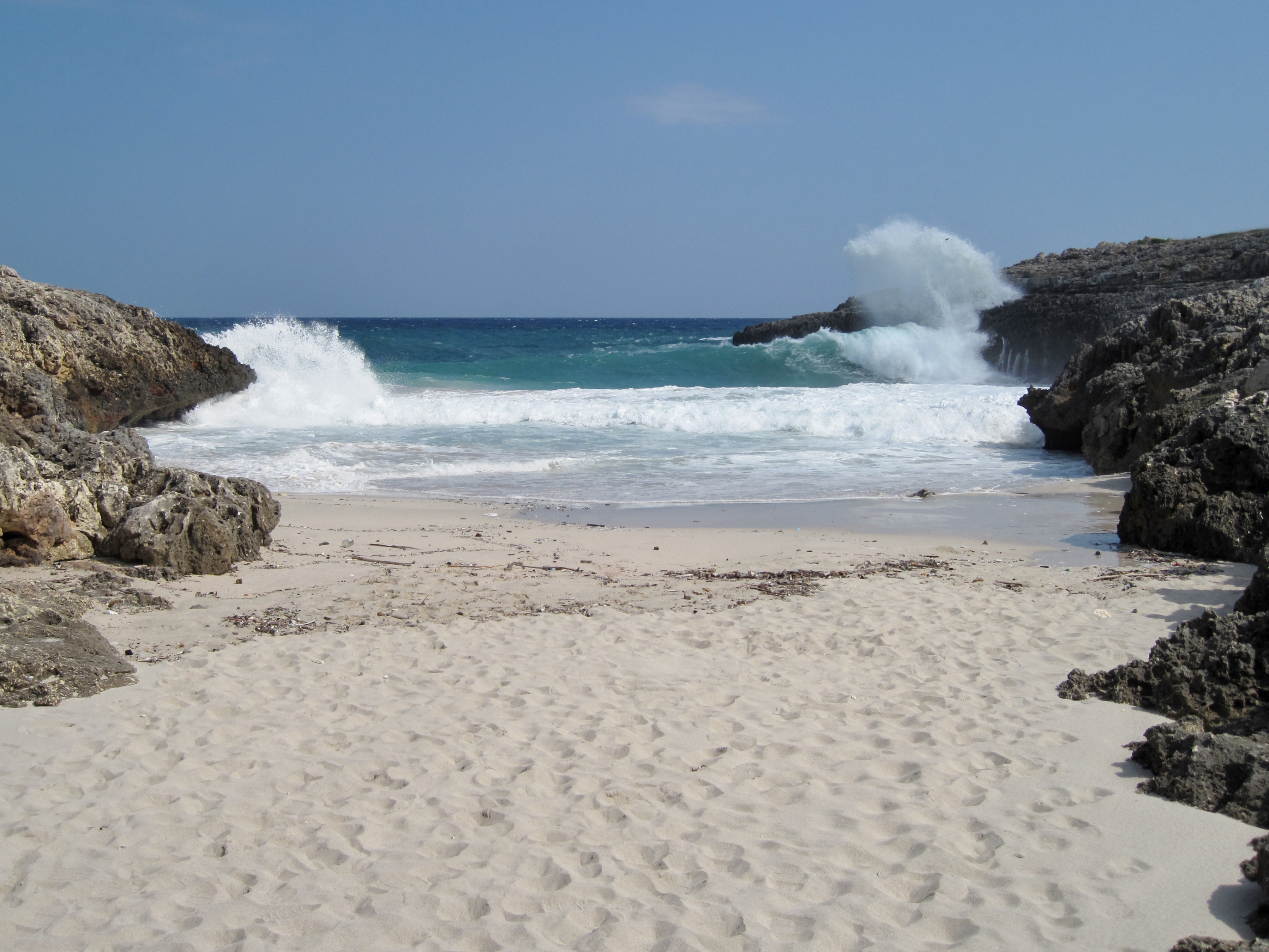
Blick Richtung Meer

Die Caló des Serral liegt abseits der nächstgelegenen Touristen-Siedlungen Cales de Mallorca, drei Kilometer im Süden, und S’Estany d’en Mas, drei Kilometer nordöstlich, im Naturschutzgebiet Cales Verges de Manacor (Typ ANEI – Àrea natural d’especial interès). Das Wort Caló (kastilische Entsprechung Caleta) bedeutet wie auch Cala im Katalanischen „kleine Bucht“, wobei die Dimensionen einer Caló allgemein geringer sind als die einer Cala, also eine kleine Cala bezeichnen. Die Caló des Serral ist ein Meereseinschnitt zwischen der nahen Cala Sequer im Norden und der südlichen Cala Magraner.
Der Strand der Caló des Serral aus feinem hellen Sand ist am Ufer nur etwa sechs Meter lang und von niedrigen Felsen flankiert, die zu den Nachbarbuchten hin zu einer Kliffküste ansteigen. Im hinteren Bereich der bis zu zwölf Meter breiten Sandfläche wurde durch zum Meer abfließendes Regenwasser Geröll abgelagert. Beidseitig des langsamen Flächenanstiegs in Richtung Westen wachsen nur Sträucher und niedere Bäume, wie Rosmarin und wilder Ölbaum. Der dort verlaufende Fußweg in Richtung des Landgutes Son Josep de Baix (auch Son Josep Nou) führt entlang eines Zaunes, der ein nördlich der Caló des Serral befindliches herrschaftliches Anwesen umgibt. Zwischen diesem und Son Josep de Baix durchquert der Weg auf der Fläche Sa Marina Gran einen Kiefernwald.

## Zugang
Von der Straße MA-4014 zwischen Porto Cristo und Portocolom zweigt sieben Kilometer hinter Porto Cristo (Kilometerstein 11), etwa 650 Meter nach dem rechtsseitigen Abzweig der Straße MA-4015 nach Manacor, links ein befahrbarer Feldweg ab. Dieser endet nach 1200 Metern an den Gebäuden von Son Josep Nou auf dem Landgut Son Josep de Baix. Nach Durchqueren eines Tores führt von dort ein unbefestigter Weg nach etwa 1300 Metern zum Strand der Caló des Serral hinunter.

## Belege
- Manacor Turístic: Umweltatlas Manacor, Ajuntament de Manacor / Delegació de Turisme / Delegació de Medi Ambient 2008
- Manacor Turístic: Mapa topogràfic del terme municipal de Manacor, Topografische Karte 1:40.000, Ajuntament de Manacor / Delegació de Turisme 2007